# Hans-Georg Engelke

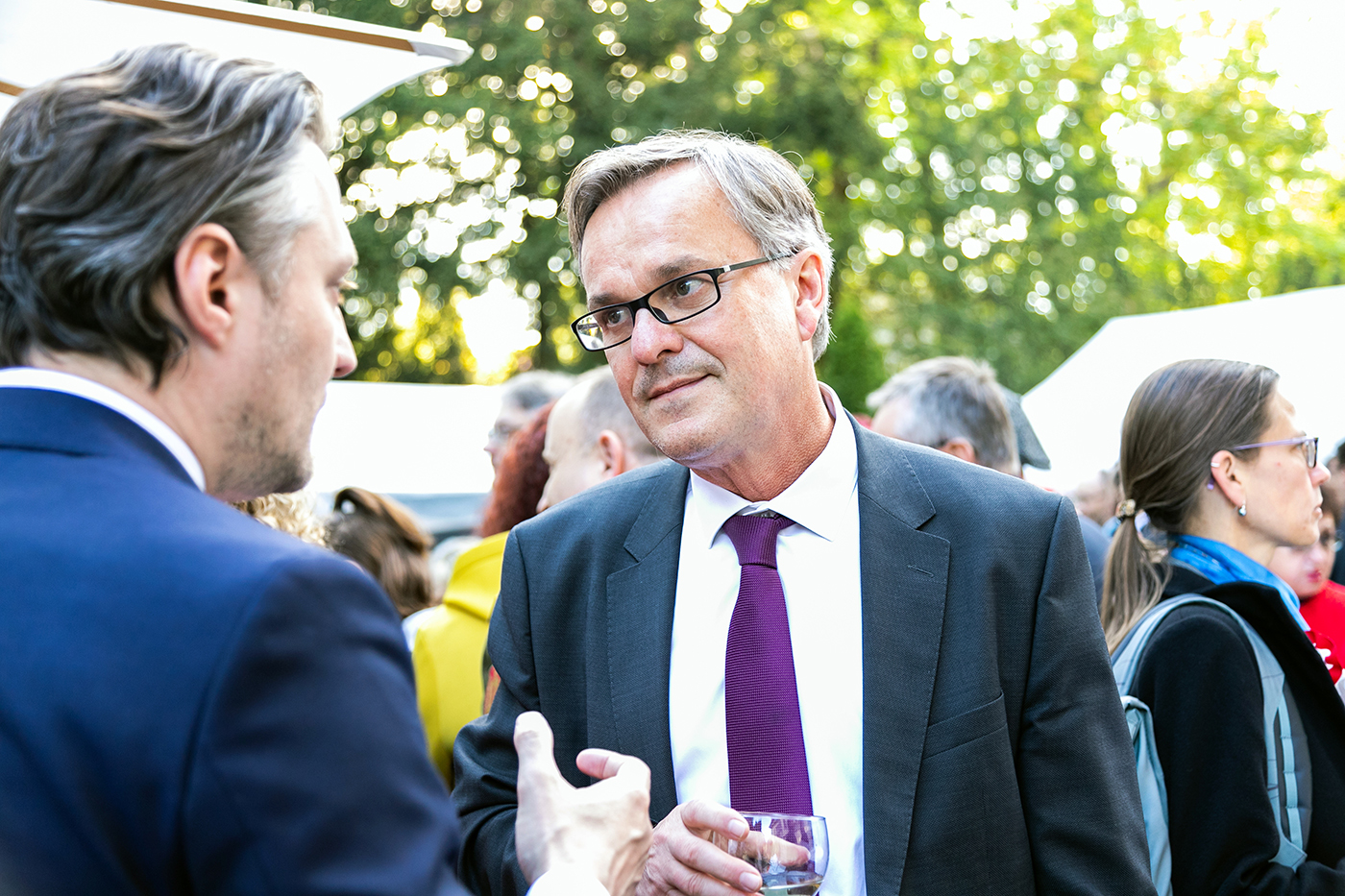
Hans-Georg Engelke (2022)

Hans-Georg Engelke (* 7. März 1964 in Frankfurt am Main) ist ein deutscher Verwaltungsjurist und politischer Beamter. Er ist seit 2015 Staatssekretär im Bundesministerium des Innern.

## Leben

### Ausbildung und Persönliches
Engelke studierte Rechtswissenschaften an der Johann Wolfgang Goethe-Universität Frankfurt am Main und der Rheinischen Friedrich-Wilhelms-Universität Bonn.
Er ist verheiratet und hat zwei Kinder.

### Laufbahn und Wirken
Hans-Georg Engelke begann seine berufliche Laufbahn 1994 als Staatsanwalt im Bereich der Regierungs- und Vereinigungskriminalität in Berlin. Im Jahr 1999 trat er in den Dienst des Bundesministeriums des Innern und war von 1999 bis 2001 zunächst als Referent für Organisierte Kriminalität sowie Verbrechensbekämpfung und von 2001 bis 2003 als persönlicher Referent von Staatssekretär Claus Henning Schapper (SPD) tätig. Er avancierte zum Referatsleiter und leitete von 2003 bis 2004 das Referat für Terrorismusbekämpfung Recht und Grundsatz und von 2005 bis 2006 das Referat für Operative Terrorismusbekämpfung. Anschließend arbeitete er von 2006 bis 2010 im Bundesamt für Verfassungsschutz als Leiter der Abteilung Terrorismus/Islamismus.
Im Jahr 2011 kehrte er als Leiter des Referates Einsatz und Führung der Bundespolizei in das Bundesministerium zurück, wo er danach von 2012 bis 2014 als Ministerialdirigent der Leiter der Unterabteilung Verfassungsschutz sowie Leiter des Stabes Terrorismusbekämpfung war. In dieser Funktion wurde er am 3. Juli 2012 von Bundesminister Hans-Peter Friedrich (CSU) zum Sonderbeauftragten zur Aufklärung der Aktenvernichtungen im Bundesamt für Verfassungsschutz im Zusammenhang mit der „Operation Rennsteig“ sowie weiterer Aktenvernichtungen berufen.
Von 2014 bis 2015 war er im Bundesministerium des Innern Chef des Leitungsstabes von Bundesminister Thomas de Maizière (CDU). und wurde mit Wirkung vom 1. August 2015 zum Staatssekretär ernannt. Er blieb auch unter den folgenden Bundesministern Horst Seehofer (CSU), Nancy Faeser (SPD) und Alexander Dobrindt (CSU) im Amt.
Zunächst war er neben Emily Haber einer der beiden Staatssekretäre des Bundesministeriums und zugleich interimsweise Nachfolger von Cornelia Rogall-Grothe als Beauftragter der Bundesregierung für Informationstechnik. Diese Funktion übernahm wenige Wochen später Klaus Vitt als damals dritter Staatssekretär mit seinem Amtsantritt am 1. Oktober 2015. Am 12. November 2015 wurde Engelke zudem zum Vorsitzenden des Verwaltungsrates der Versorgungsanstalt des Bundes und der Länder gewählt.
Während der COVID-19-Pandemie leitete Engelke als Staatssekretär den Corona-Krisenstab im Bundesministerium.
Nach Meinung eines WELT-Journalisten im Jahr 2022 genieße Engelke den Ruf, „der eigentliche Chef des Ministeriums zu sein, ohne den nicht viel funktionieren würde“.